# Lamine Diack
Lamine Diack, född 7 juni 1933 i Dakar, Senegal, död 3 december 2021 i Dakar, var en senegalesisk idrottsledare som var IAAF:s president 8 november 1999–2015. Han hade ett förflutet som idrottare och blev fransk mästare i längdhopp 1958. Han satte samma år franskt rekord med 7.63 och satte sitt personliga rekord 7.72 året efter.

## Korruption
4 november 2015 greps Lamine Diack av fransk polis, misstänkt för att ha tagit emot mutor i utbyte mot att mörklägga rysk dopning. WADAs rapport slog fast att Ryssland förstörde 1 417 dopningsprov innan antidopningsorganisationen fick granska dem.
Lamine Diacks son Pape Massata Diack tvingades lämna sin post som marknadschef på IAAF efter anklagelser om inblandning i mörkläggning av ryska dopningsskandaler. Han finns på Interpols lista över eftersökta och har sedan i slutet av 2015 gömt sig i Dakar i Senegal. Även IAAF:s ekonomichef Valentin Balachnisjev, ordförande för det ryska friidrottsförbundet, fråntogs sina poster.
Lamine Diack har tidigare anklagats för att ha tagit emot över motsvarande en miljon kronor i mutor från marknadsföringsbolaget International Sport and Leisure.
Den 18 juni 2020 avslutades rättegången mot Lamine Diack, före detta chef för Internationella friidrottsförbundet (IAAF) och fem andra personer, inklusive hans son Papa Massata Diack. Lamine Diack försvarare vädjade om medkänsla från domstolen och hänvisade särskilt till hans höga ålder (87 år). 
Den 16 september 2020 dömdes Lamine Diack till fyra års fängelse, varav två år på villkor, för sitt deltagande i ett korruptionsnätverk, som syftade till att dölja fall av dopning i Ryssland. Lamine Diack dömdes för aktiva och passiva mutbrott och för brott mot förtroende och dömdes till böter på 500 000 euro. Lamine Diacks advokater meddelade omedelbart att han överklagade.